# Partido dos Trabalhadores
De Partido dos Trabalhadores, afgekort PT (Nederlands: Arbeiderspartij) is een Braziliaanse democratisch-socialistische politieke partij. De partij zetelt te São Paulo en werd in 1980 opgericht door een groep arbeiders en intellectuelen. Drie jaar later behaalde de partij onder leiding van vakbondsleider Luís Inácio (Lula) da Silva een overwinning bij de gemeenteraadsverkiezingen en werd met 16% en vervolgens 47% van de stemmen bij respectievelijk de eerste en de tweede ronde van de presidentsverkiezingen van 1989 de tweede partij van het land. Sindsdien bleef PT in de oppositie zolang ze de afschaffing van het kapitalisme beloofde. Driemaal verloor Lula de presidentsverkiezingen totdat hij de presidentsverkiezingen van 2002 won, met een aangepast en gematigd programma waar de middenklasse mee kon leven. PT vormde een regering met de liberalen. In 2006 won de partij opnieuw de presidentsverkiezingen waardoor haar leider aan de macht bleef. In 2010 werd Lula da Silva door zijn partijgenote Dilma Rousseff opgevolgd als president. Roussef bleef met de PT aan de macht tot 2016. In 2023 kwam de PT na verkiezingen met Lula da Silva terug aan de macht.

## Verkiezingsresultaten

### Parlementsverkiezingen
| Kamer                                                               | Kamer      | Kamer      | Kamer      | Kamer  | Kamer  | Senaat     | Senaat     | Senaat     | Senaat  | Senaat   | Senaat |
| Jaar                                                                | Stemmen    | Stemmen    | Stemmen    | Zetels | Zetels | Stemmen    | Stemmen    | Stemmen    | Zetels  | Zetels   | Zetels |
| Jaar                                                                | Aantal     | Percentage | Percentage | Aantal | +/-    | Aantal     | Percentage | Percentage | Gekozen | +/-      | Totaal |
| Jaar                                                                | Aantal     | %          | +/-        | Aantal | +/-    | Aantal     | %          | +/-        | Gekozen | +/-      | Totaal |
| ------------------------------------------------------------------- | ---------- | ---------- | ---------- | ------ | ------ | ---------- | ---------- | ---------- | ------- | -------- | ------ |
| 2006                                                                | 13.989.859 | 15,00      | –          | 93     | –      | 16.222.159 | 19,20      | –          | 2       | –        | 11     |
| 2010                                                                | 16.289.199 | 16,90      | 1,90       | 88     | -5     | 39.410.141 | 23,10      | 2,90       | 11      | Gestegen | 15     |
| 2014                                                                | 13.554.166 | 13,90      | -3,00      | 69     | -19    | 15.155.818 | 17,00      | -6,10      | 2       | Gedaald  | 12     |
| 2018                                                                | 10.126.611 | 10,30      | -3,60      | 56     | -13    | 24.785.670 | 14,50      | -2,50      | 4       | Gedaald  | 6      |
| 2022                                                                | 13.170.626 | 12,02      | 1,72       | 67     | 11     | 12.024.696 | 12,08      | -2,42      | 4       | Gestegen | 9      |
| Bron: Wikipedia - Braziliaanse parlementsverkiezingen 2006 t/m 2022 |            |            |            |        |        |            |            |            |         |          |        |

### Presidentsverkiezingen
In 2022 won de PT de presidentsverkiezingen.

Presidenten
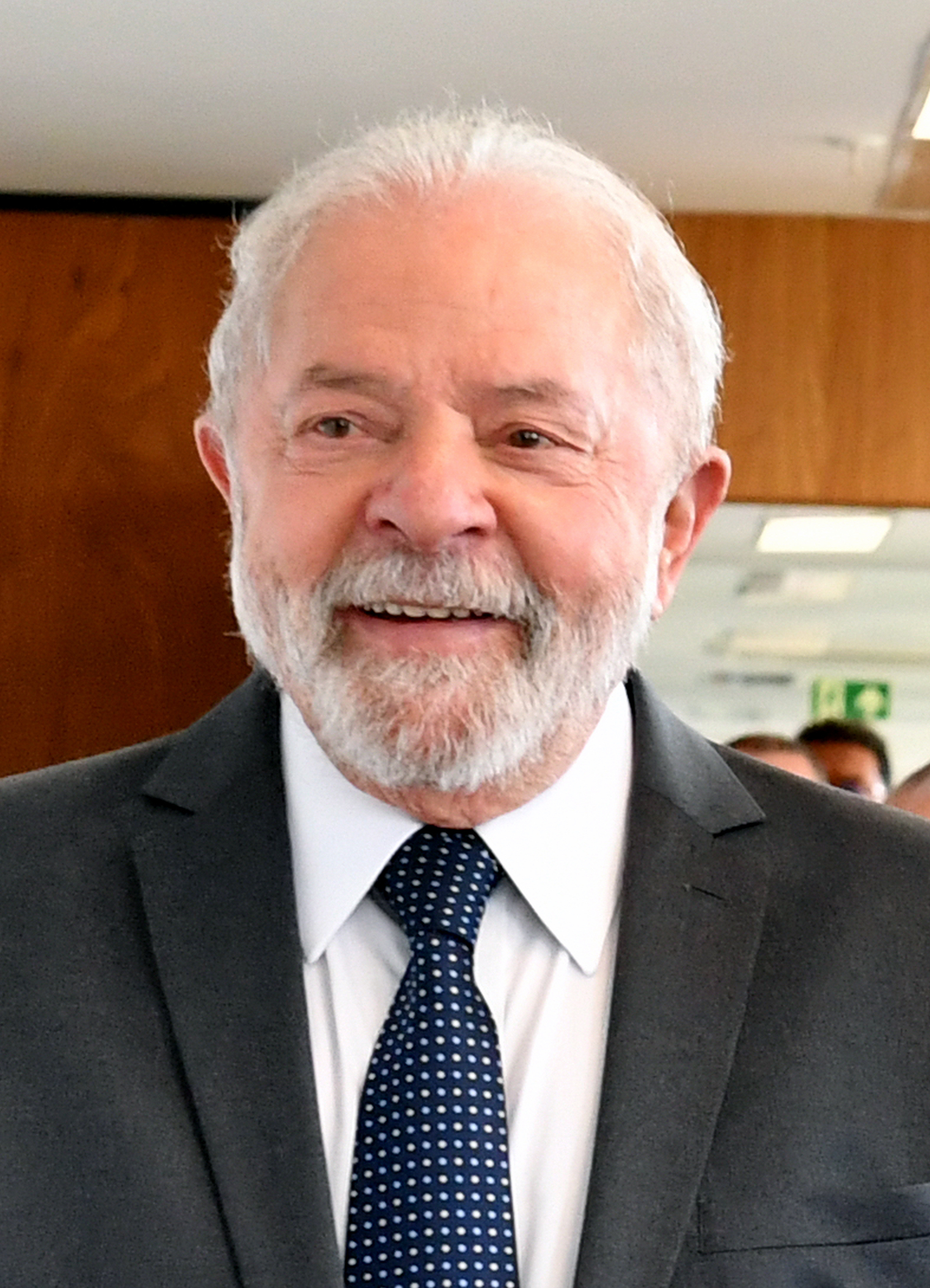
Luiz Inácio Lula da Silva President van Brazilië (2003-2011) - (2023-huidig)
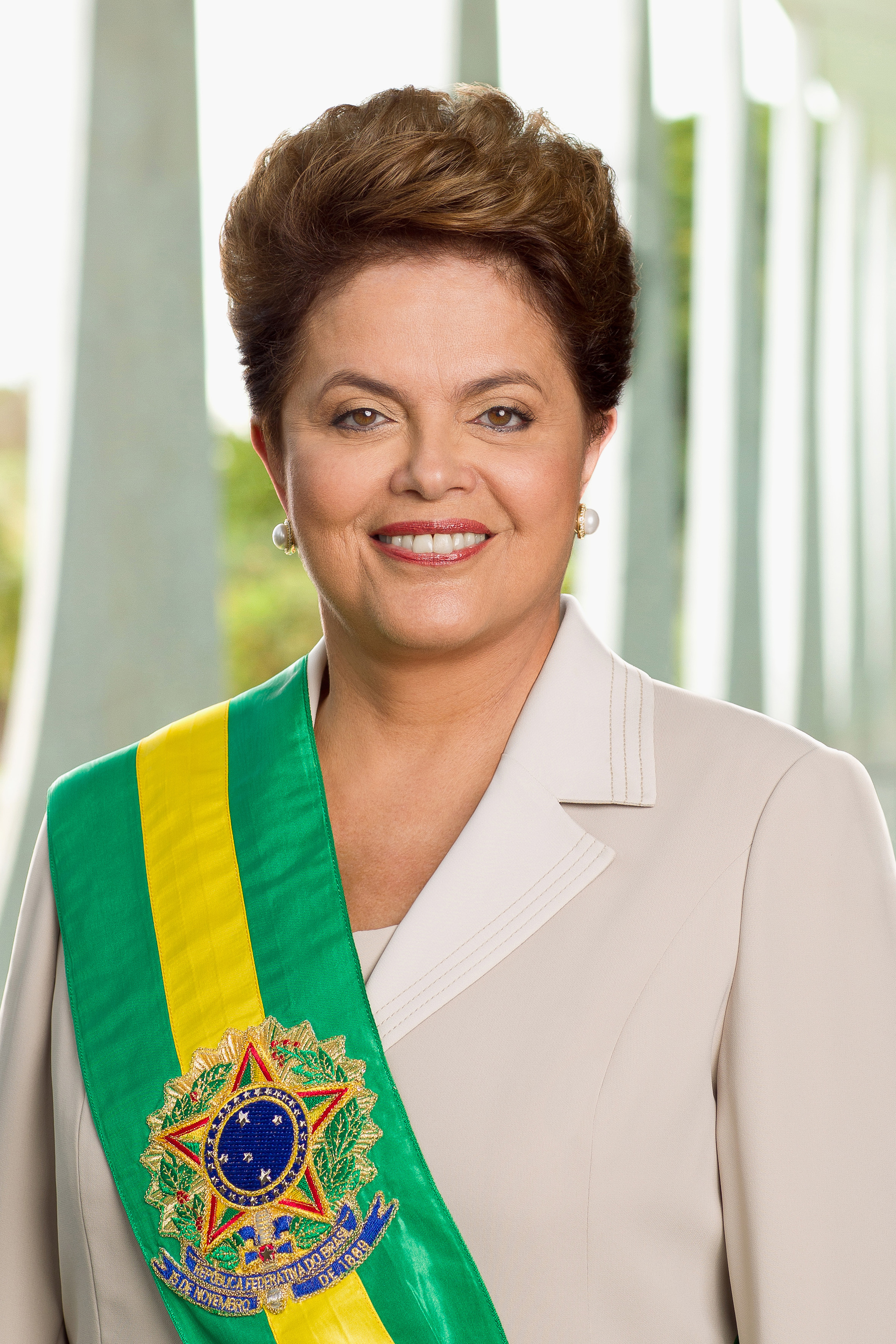
Dilma Rousseff Voormalig president van Brazilië (2011-2016)

Presidentskandidaat
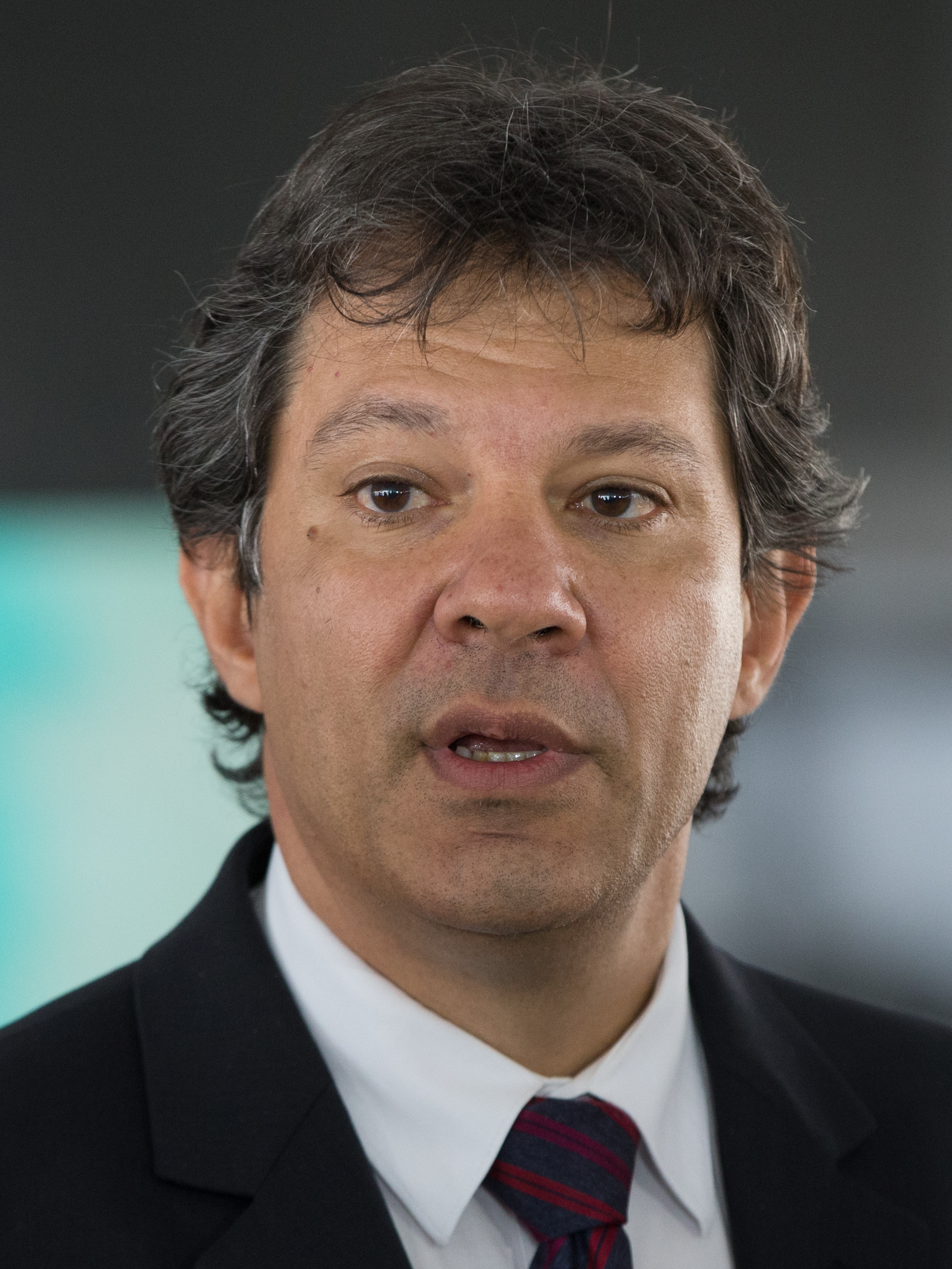
Fernando Haddad Kandidaat tijdens de verkiezingen in 2018

### Statenverkiezingen
In 2022 werden deze gouverneurs gekozen tijdens de Statenverkiezingen voor de Petistas.

Huidige gouverneurs
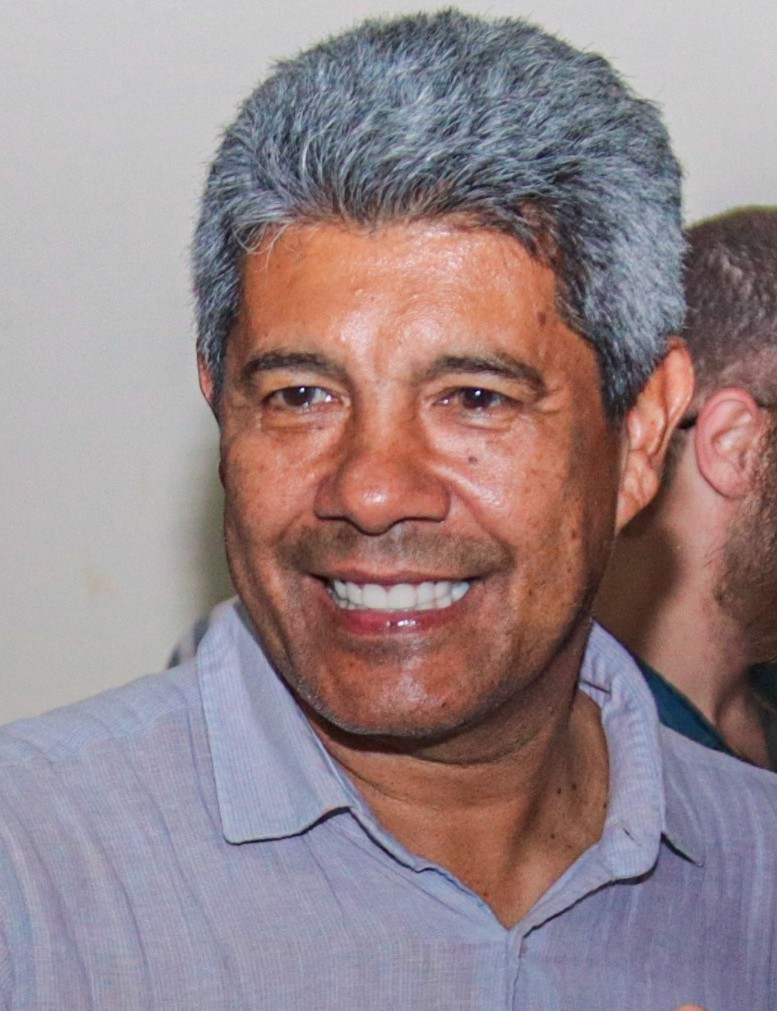
Jerônimo Gouverneur van Bahia
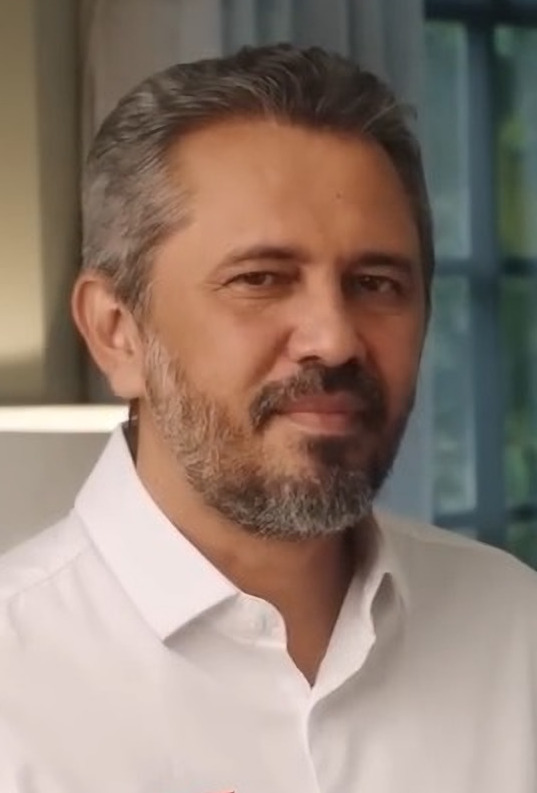
Elmano de Freitas Gouverneur van Ceara
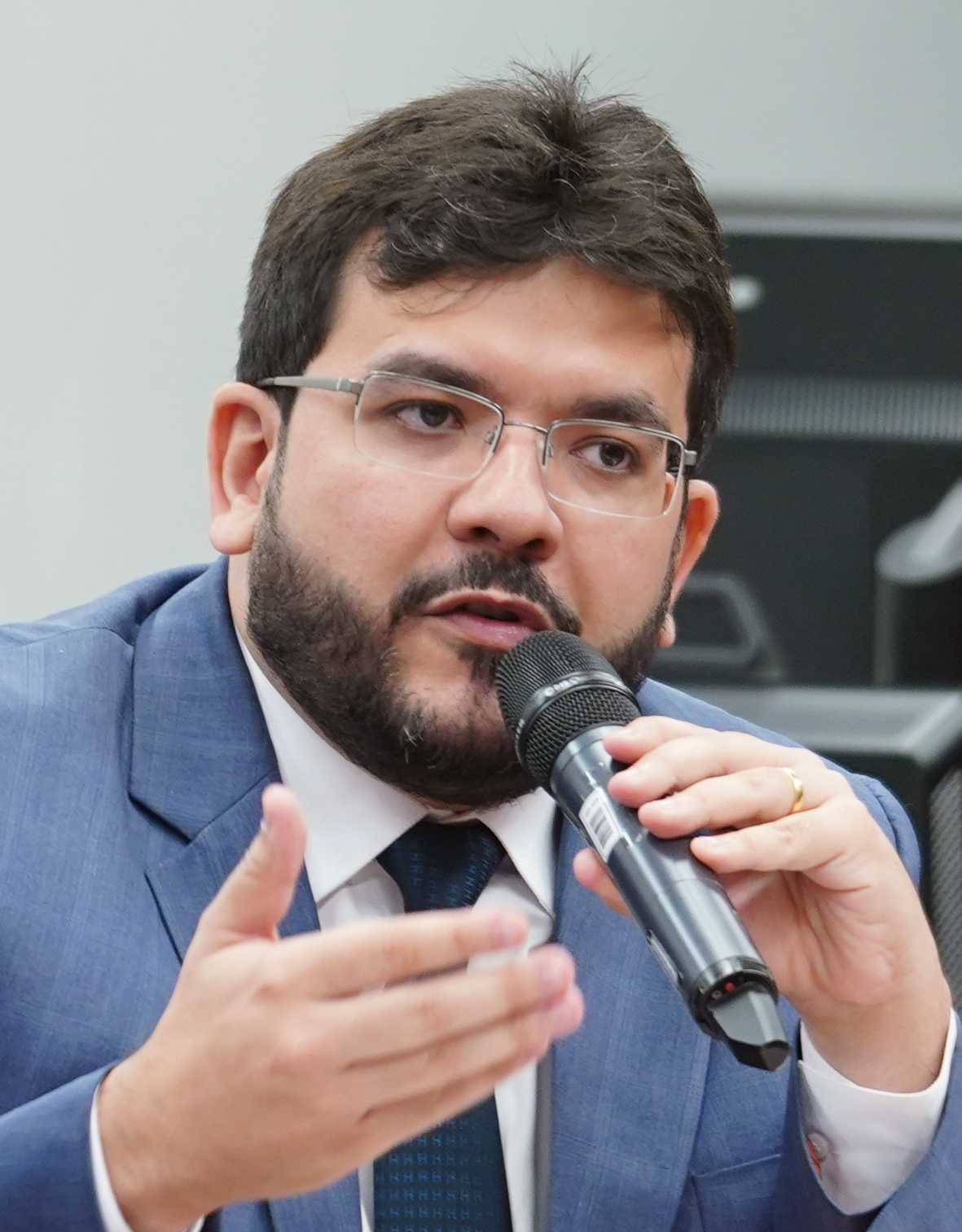
Rafael Fonteles Gouverneur van Piauí
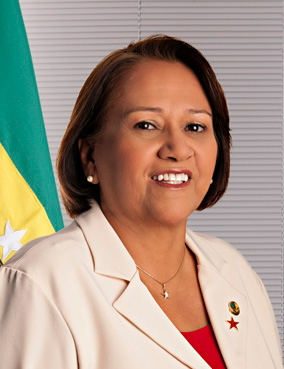
Fátima Bezerra Gouverneur van Rio Grande do Norte Herkozen

### Gemeentelijke verkiezingen
Bij de gemeentelijke verkiezingen van 2020 werden 183 burgemeesters en 2665 gemeenteleden gekozen voor de PT.

## Bekende leden
- Dilma Rousseff
- Luiz Inácio Lula da Silva